# Конгсли, Лиза Ловен
Лиза Ловен Конгсли (норв. Lisa Loven Kongsli; род. 23 сентября 1979, Осло) — норвежская актриса.

## Биография
Лиза Ловен Конгсли родилась 23 сентября 1979 года в Осло, Норвегия. В 2002 году окончила школу искусств Вестердалс в Осло по специальности «художественный руководитель». С 2004 по 2007 год находилась в институте театра и кино Ли Страсберга в Нью-Йорке и Лос-Анджелесе.
Её актёрский дебют состоялся в 2008 году. В 2014 году снялась в главной роли в фильме «Форс-мажор». В 2015 году за эту роль она была номинирована на премии «Georgia Film Critics Association Award» и «Золотой жук» в категории «Лучшая актриса». В 2015 году Лиза снялась в сериале «Оккупированные». В 2016 году вышел новый фильм с её участием — военная драма «Пепел в снегу». В 2017 году она появится в роли Меналиппы в фильме «Чудо-женщина».

## Фильмография
| Год       |     | Русское название                               | Оригинальное название                            | Роль                        |
| --------- | --- | ---------------------------------------------- | ------------------------------------------------ | --------------------------- |
| 2008      | ф   | 305 спартанцев                                 | 305                                              | бывшая жена Клавдия         |
| 2008      | ф   | Толстяк                                        | Fatso                                            | Мартина                     |
| 2009      | ф   | Ангелы                                         | Engelen                                          | выздоравливающая девушка    |
| 2009      | ф   | Приключения коряжки                            | Knerten                                          | кинозвезда Вивиан Локкеберг |
| 2009      | тф  | Оркестровая яма                                | Orkestergraven                                   | Элиза Мирен                 |
| 2010      | с   | Киты                                           | Hvaler                                           | Лон                         |
| 2011      | с   | Базз Олдрин, где ты теперь в этой неразберихе? | Buzz Aldrin, hvor ble det av deg i alt mylderet? | Миа                         |
| 2011      | кор | Небо за домом                                  | Himmelen bak huset                               | мать                        |
| 2011      | кор | Саранча                                        | Gresshoppen                                      | Вера                        |
| 2012      | ф   | Команда Орхеймов                               | Kompani Orheim                                   | Ирен в 24 года              |
| 2014      | кор | Дождь со снегом                                | Sludd                                            | жена Габриэля               |
| 2014      | ф   | Форс-мажор                                     | Turist                                           | Эбба                        |
| 2015—2017 | с   | Оккупированные                                 | Okkupert                                         | Астрид Берг                 |
| 2016      | ф   | Девушка-лев                                    | Løvekvinnen                                      | Рут                         |
| 2017      | ф   | Чудо-женщина                                   | Wonder Woman                                     | Меналиппа                   |
| 2017      | ф   | Лига справедливости                            | Justice League                                   | Меналиппа                   |
| 2018      | ф   | Пепел в снегу                                  | Ashes in the Snow                                | Елена Вилкас                |
| 2019      | ф   | Жираф                                          | Giraffe                                          | Дара                        |
| 2020      | с   | Письмо королю                                  | The Letter for the King                          | Шона                        |
| 2020      | с   | Профессионалы                                  | Professionals                                    | Зора Суонн                  |
| 2021      | ф   | Лига справедливости Зака Снайдера              | Zack Snyder's Justice League                     | Меналиппа                   |
| 2024      | ф   | Тихая жизнь                                    | Quiet Life                                       | доктор Мария Ольсон         |